# نظام تقييم المعايير العامة والتحقق من صحتها

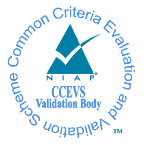
شعار النظام

نظام تقييم المعايير العامة والتحقق منها (CCEVS) هو برنامج تابع لحكومة الولايات المتحدة تديره الشراكة الوطنية لضمان المعلومات (NIAP)لتقييم الوظائف الأمنية تكنولوجيا المعلومات لتكنولوجيا المعلومات بما يتوافق مع المعايير الدولية المشتركة.
يستخدم المعيار الجديد ملفات تعريف الحماية ومعايير العامة للمصادقة على المنتج. وحدث هذا التغيير في عام 2009 .
تم تنفيذ هذا التغيير لاعادة المصداقية إلى العلامة التجارية CC . كان هدفهم المعلن في إجراء التغيير هو ضمان تقييمات قابلة للتحقيق وقابلة للتكرار وقابلة للاختبار.

## الأهداف
هذا النظام عبارة عن شراكة بين الحكومة الأمريكية والصناعة لمساعدة أنفسهم والمستهلكين:
- لتلبية احتياجات الحكومة والصناعة لإجراء تقييم فعال من حيث التكلفة لمنتجات تكنولوجيا المعلومات.
- تشجيع تكوين مختبرات اختبار الأمن التجاري وتطوير صناعة اختبار أمن القطاع الخاص.
- لضمان إجراء التقييمات الأمنية لمنتجات تكنولوجيا المعلومات وفقًا لمعايير متسقة
- لتحسين توافر منتجات تكنولوجيا المعلومات التي تم تقييمها.

ويهدف هذا النظام إلى خدمة العديد من المجتمعات المعنية بأدوار ومسؤوليات متنوعة للغاية. يشمل هذا المجتمع مطوري منتجات تكنولوجيا المعلومات، وبائعي المنتجات، وبائعي المنتجات ذات القيمة المضافة، ودمج الأنظمة، والباحثين في مجال أمن تكنولوجيا المعلومات، وسلطات الشراء / الشراء، والمستهلكين لمنتجات تكنولوجيا المعلومات، والمدققين، والمفوضين (الأفراد الذين يقررون مدى ملاءمة تشغيل هذه المنتجات داخل مؤسساتهم)). التعاون الوثيق بين الحكومة والصناعة أمر بالغ الأهمية لنجاح النظام وتحقيق أهدافه.

## هيئة التحقق
تتحمل هيئة التحقق المسؤولية النهائية عن تشغيل نظام تقييم المعايير العامة والتحقق من صحتها وفقًا لسياسات وإجراءات الشراكة الوطنية لضمان المعلومات. حيثما كان ذلك مناسبا سوف تفسر وتعدل تلك السياسات والإجراءات. المعهد الوطني للمعايير والتقنية ووكالة الأمن القومي الأمريكي مسؤولون عن توفير موارد كافية للشراكة الوطنية لضمان المعلومات حتى تتمكن هيئة التحقق من القيام بمسؤولياتها. ولكن اعتبارًا من عام 2009، تواصل برنامج الشراكة الوطنية لضمان المعلومات مع البائعين الآخرين والمختبرات والأوساط الأكاديمية والعملاء للمساعدة في تقييم المنتجات وبالتالي تقليل الاعتماد على وكالة الأمن القومي.
ويترأس هيئة التحقق مدير ونائب مدير يتم اختيارهم من قبل إدارة المعهدالوطني للمعايير التقنية ووكالة الأمن القومي الأمريكية وغيرهم من الموظفين يشملون المصدقين والخبراء الفنيين في مختلف مجالات التكنولوجيا.
تضمن هيئة التحقق وجود آليات مناسبة لحماية مصالح جميع الأطراف ضمن نظام تقييم المعايير العامة والتحقق من صحتها بالمشاركة في عملية تقييم أمن تكنولوجيا المعلومات.
يتم إحالة النزاعات التي يقدمها أي طرف مشارك، أي راعي التقييم أو منتج أو ملف تعريف حماية أو (CCTL) بشأن تشغيل نظام تقييم المعايير العامة والتحقق من صحتها أو أي من الأنشطة المرتبطة به إلى هيئة التحقق لحلها.
بمجرد اعتماد المنتج، يتم إدراجه على أنه متوافق مع PP في قائمة اعتماد المنتجات للشراكة الوطنية لضمان المعلومات (PCL).

## روابط خارجية
- NIAP
- NSA NIAP
- DoDI 8500.2